# Infrarød spektroskopi
Infrarød spektroskopi, vibrationsspektroskopi eller infrarød spektrometri er spektrometri, der benytter den infrarøde del af det elektromagnetiske spektrum, hvilket er lys med en længere bølgelængde og lavere frekvens end synligt lys. Det dækker over teknikker, der hovedsageligt er baseret på absorptionsspektroskopi. Infrarød spektroskopi er en eksperimentel analysemetode, som giver et overblik over hvilke bindinger og funktionelle grupper der findes i et molekyle. Det er en let og billig analysemetode som ofte anvendes i eksempelvis medicinalindustrien.
For en given prøve, som kan være fast, flydende eller på gasform, benytter teknikken en instrument kaldet et infrarødt spektrometer (eller infrarødt spektrofotometer) til at skabe et infrarødt spektrum. Et infrarødt spektrum er grundlæggende en graf med absorbans (eller transmittans) af infrarødt lys på en vertikal akse mod en frekvens eller bølgelængde på den horisontale akse. Den typiske måleenhed for frekvens i IR-spektre er reciprokcentimeter (nogle gange kaldet bølgetal), med symbolet cm−1. Enheder for IR bølgelængder gives ofte i mikrometer (tidligere kaldet "mikron"), med enheden μm, hvilket hænger sammen med det reiprokke bølgetal. Et Fourier transformations IR spektrometri (FTIR) spektrometer er et almindeligt laboratorieinstrument, der benytter infrarød spektroskopi.

## Infrarød stråling
Den infrarøde del af det elektromagnetiske spektrum er normalt opdelt i tre områder; kort-, mellem- og lang- infrarød, opkaldt efter deres relation til det synlige spektrum. Nærinfrarød højere energi på omkring 14.000–4.000 cm−1 (svarende til en bølgelængde på 0,8–2,5 μm) kan excitere overtoner eller harmoniske vibrationer. mellem infrarød, omkring 4.000–4.00 cm−1 (2.5–25 μm) kan bruges til at undersøge grundlæggende vibrationer og lignende rotations-vibrations strukturer. lang-infrarød, omkring 400–10 cm−1 (25–1000 μm), ligger tæt på mikrobølge-området, og har lav energi, der kan bruges til rotationsspektroskopi. Navnene og klassifikationerne af disse underområder er konventioner og er kun løst baseret på de relative molekylære eller elektromagnetiske egenskaber.

## Generelt om IR-spektrometeret
Der findes to slags IR-spektrometre, det ene kaldes et spredende, og det andet et Fourier Transform (FT), hvor sidstnævnte er det nyeste.

### Det spredende spektrometer
Spektrometeret danner en infrarød stråle, ved hjælp af en varm tråd, som sendes ind i spektrometeret, hvor et spejl deler den. Den ene stråle bruges blot som reference, så man får en baggrundsstråling, der bruges når det færdige spektrum skal laves. Den anden stråle belyser vores prøve.
Herefter rammer strålen en såkaldt monochromator, som deler strålen op i et kontinuert spektrum af infrarødt lys, som har forskellige frekvenser. Monochromatoren består af en roterende del, kaldet en beam chopper. Denne leder de to stråler hen til et diffraktionsgitter. Dette gitter roterer med en mindre hastighed, hvilket bevirker, at de forskellige frekvenser kommer igennem, dog kun en ad gangen. Lyset rammer derefter en detektor, der sammenholder det lys der gik gennem prøven og det som blev brugt til reference. Herefter går lyset gennem en forstærker, hvorefter spektret bliver optaget. Dette tager et stykke tid, da der kun optages én frekvens ad gangen, da diffraktionsgitteret kun sender en frekvens igennem.
Optageren måler så, hvor stor en procentdel af referenceintensiteten er kommet igennem, i forhold til referenceintensiteten. Det vil sige, vises der en intensitet på 100 % har der ikke været nogen absorption. Det betyder så også, at når der er en absorption, vises det som et minimum på spektret. På trods af dette, kaldes det dog stadig en top. Et eventuelt opløsningsmiddel til prøvestoffet, placeres blot i reference strålen, hvorefter det blot trækkes fra resultatet, da stoffet er i begge stråler.

### Fourier Transform spektrometer
Denne type fungerer lidt anderledes end et spredende spektrometer. Her udnytter man det optiske lys, som også indeholder det infrarøde område. Dette signal kaldes et interferogram, som faktisk er data af intensitet mod tid. Dette kan dog omregnes til intensitet mod frekvens, hvilket er mere brugbart for kemikere. Denne matematiske metode kaldes Fourier-transformation, deraf navnet.
Fordelen ved FT er hastigheden. Det tager ikke meget længere end et sekund at optage et spektrum identisk med et, som man optager med et spredende spektrometer. Dette gør, at man kan optage adskille spektre af det samme stof, og derved få et mere præcist spektrum, da man har flere data at beregne absorptionen ud fra. Man starter med at måle baggrundsabsorptionen, så evt. gasser i luften ikke måles med. Derefter måler man på sit stof, og computeren trækker så baggrundsabsorptionen fra.

## Konkret fremgangsmåde
For at et IR-spektrum kan fremkomme, skal en given prøve analyseres med et IR-spektrometer. Dette afsnit handler om:

### 1. Stoffet - flydende vs. fast form
Tilstandsformen af stoffet der analyseres samt hvilken type maskine der anvendes er essentielt for hvordan de følgende trin udføres. IR maskinen er bygget til at kunne analysere to former, men forberedelsen er forskellig fra den ene til den anden.

### 2. Forberedelse af stoffet
Stoffet undergår enten en kompression eller bliver opløst. Der er to måder at måle IR absorption på ved flydende og fast stoffer. Den ene maskine anvender KaliumBromid (KBr) plader. Det stof der ønskes analyseret anbringes mellem to plader. Disse to plader holder materialet på plads og absorberer i sig selv ingen IR-stråling. Dette gør det muligt at analysere stoffet mellem pladerne, da det er det eneste der absorberer strålingen.
|  |  |

Det andet apparat har en refleksionskrystal, hvor stoffet bliver lagt på, så IR-strålen kan reflektere mellem stoffet og en glas-substratplade i krystallen. Lyset bliver derefter målt i en computersensor, og omsættes vha computeren til et spektrum.

### 3. Bølgelængdernes virkning på stoffet.
Et molekyle indeholder atomer, og disse vil altid vibrere i forhold til hinanden når de rammes af infrarød stråling. Vibrationerne opstår som enten strækninger og sammenpresninger af en binding, eller vinklen mellem to bindinger som kan ændre sig. Jo flere kovalente bindinger der er i et molekyle, desto flere muligheder er der for vibrationer. De forskellige vibrationer afgør hvor absorptionsbåndene ligger i spektret, og absorptionsbåndene vil derfor se forskellige ud, alt efter hvilken vibration der er tale om.  
|       | Symmetrisk | Asymmetrisk |
| ----- | ---------- | ----------- |
| Bøj   |            |             |
| Stræk |            |             |

## Infrarøde spektre og tolkning
Produktet ved en infrarød analyse af et stof er et spektrum. I det følgende afsnit gøres der rede for hvad et sådan spektrum består af, og hvordan det læses.
Ud ad førsteaksen har spektret bølgetal, som har enheden cm-1. Bølgetallet svarer til den reciprokke værdi af bølgelængden af det infrarøde lys, der sendes gennem prøven. Op ad anden aksen har spektret transmittans, der angiver hvor stor en brøkdel af strålingen, der passerer gennem stofprøven i forhold til referencen. Transmittansen angives i procent.
Når man kigger på et infrarødt spektrum betragtes absorptionsbåndene, der ses de steder, hvor der sker et markant fald i transmittans. Et bånd kan kategoriseres som enten svagt, medium eller stærkt, afhængigt af hvor stort faldet i transmittans er.
Ved analyse af et spektrum på gymnasie niveau kigges der udelukkende på området fra bølgetallet 1500 cm-1 og op, idet området under 1500 cm-1  kaldes fingeraftryksområdet og skyldes vibrationer, der er meget individuelle for de enkelte stoffer. Ved analyse af et IR-spektrum kan følgende fremgangsmåde benyttes:
1. Identificer de karakteristiske absorptionsbånd
2. Ud fra hvert bånd aflæses bølgetallet
3. Bølgetal og form for hver bånd sammenlignes med tabel 1, hvoraf de funktionelle grupper kan bestemmes

Eksempelvis kigges der på tabellen nedenfor. Absorptionsbåndet længst til venstre på IR-spektret med bølgetal 3322 cm-1  må antages at være fra en sekundær amin, idet den ligger i intervallet 3150-3400 cm-1 , samt kun har en tak (en primær amin vil have to takker). Absorptionsbåndet har styrken medium. En iagttagelse som denne udføres for alle absorptionsbånd over 1500 cm-1.